# Японсько-корейський договір 1882 року
Японсько-корейський договір 1882 року, також відомий як Чемульпоський договір (済物浦条約) або Чемульпоська конвенція, був укладений між Японією та Кореєю після інциденту в Імо в липні 1882 року.

## Історичне тло

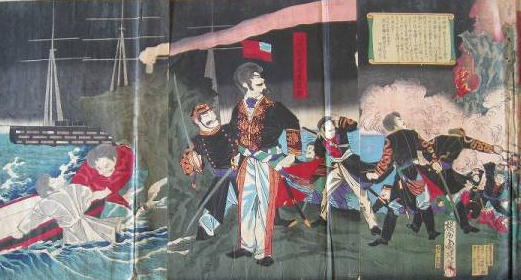
«Корейське повстання 1882 року» — гравюра Тойохара Чіканобу, 1882 рік

23 липня 1882 року міжусобиці між корейцями в столиці Кореї вийшли за межі початкових причин заворушень.
Коли розгорталося насильство, бунтівники знищили японську місію. Японські дипломати були змушені покинути країну. Коли порядок було відновлено, Японська імперія відправила міністра Ханабусу Йосімото під приводом вимоги компенсації за збитки, завдані під час інциденту Імо. Дипломати висадилася в Чемулпо у супроводі могутньої армії та флоту. Династія Цін звернула найбільшу увагу на військову акцію Японії і швидко мобілізувала армію в ім’я захисту васальної держави. Це змусило японського посла бути більш обережним.
Переговори були завершені в серпні 1882 року.
Стаття V «конвенції» дозволяла японцям захищати японську місію та японську громаду в Кореї.
У 1884 році японці пробачили компенсацію в розмірі ¥400 000, яка була передбачена договором.

## Зміст договору

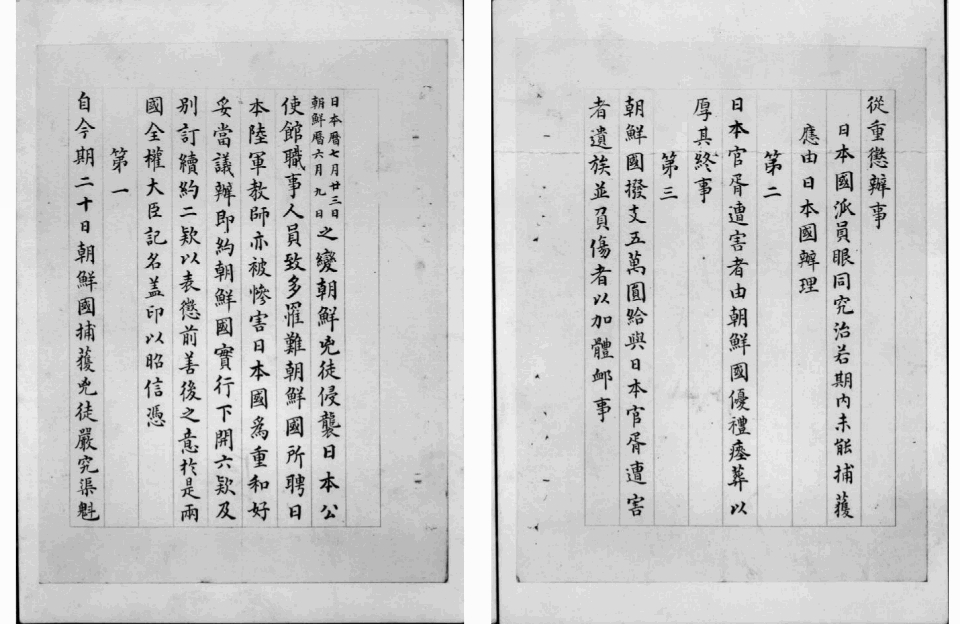
Оригінальний текст договору, сторінки 1-2

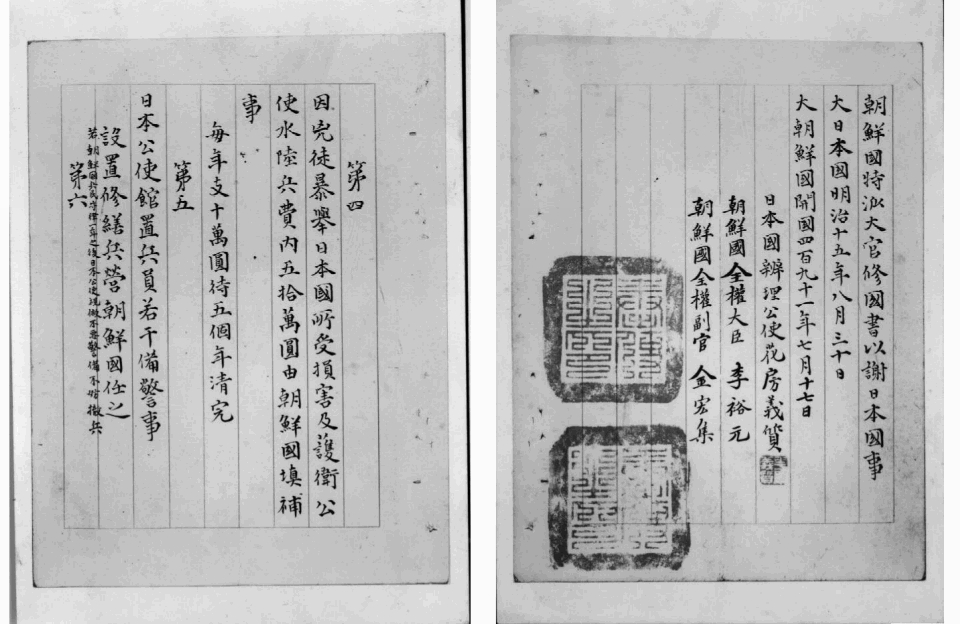
Сторінки 3-4 оригінального тексту договору

Японія, яка втрутилася в інцидент Імо, визнала Чосон відповідальним за угоду, підписану між представником Японії Ханабусою та Кім Хон Чіпом з Чосона. Було підписано шість статей цього Договору та дві статті Положення про захист Кореї та Японії.
Основні положення угоди:
- 50 000 ієн компенсацій від Чосона
- біля японського посольства розміщуються японські охоронці
- від уряду Чосону відправлено посланця для надання офіційних вибачень
- покарання організаторів повстання Імо
- компенсація сім'ям японських жертв

Чосон уклав таємну угоду з Японією про виплату компенсації Японії шляхом запозичення зовнішнього боргу в Японії, і підписав договірний документ, який дав Японії наживку для пограбування Чосона. Японія мала свій статус в Чосоні, визнаний європейськими та американськими державами, і створювала можливість для японських військ ввійти в Чосон під приводом охорони посольства.

## Наслідки
У результаті угоди прояпонська громадська думка в Чосоні втратила популярність, а натомість посилилися процінські сили.

## Прояпонський рух фракції «Просвіти»
Відповідно до положень Джемульпського договору, 15 осіб, у тому числі Пак Йон Хьо та Кім Ман Сік як одержувачі посланця з вибаченнями, Хонг Йонг Сік і Со Гван Бом як супроводжуючі, а також Мін Йонг Ік і Кім Ок- Гюн за таємним наказом короля відправився в Японію.
Японія, яка опікувалась ними, ставилася до них з великою повагою, майже як до державних гостей, а міністерство закордонних справ Японії покривало всі витрати 100-денного режиму. А міністр закордонних справ Іноуе Каору організував для них зв’язок з Фукудзавою Юкіті, філософом того часу, і використав його широкі сучасні знання, щоб захопити молодь Чосона.
Японський уряд тепло привітав ці делегації, продовжив компенсацію в розмірі 500 000 ієн, яку вимагав уряд Чосон за договором Чемульпо, який має бути виплачений у повному обсязі протягом 5-10 років, і надав 170 000 ієн як кошти, необхідні уряду Чосону, доходи від митниці Пусан і золоторозсипної копальні Сеочхон як заставу та позичив їх Чосону під річний відсоток 8%.
Ті, хто підпав на схему Японії та розвинув прояпонські тенденції, повернулися до своєї країни та спробували здійснити просвітництво та політичні реформи, запозичивши владу Японії. Це вилилося в Заколот року Капсін.

## Зовнішні посилання
- Оригінал ратифікації Джемульпського договору